# 兒島真二
兒島 真二（こじま しんじ、1962年8月22日 – ）は、地方競馬の佐賀競馬場中川竜馬厩舎に所属していた日本の元騎手である。

## 来歴
鹿児島県鹿児島市出身。母が牧場関係者の知り合いで、そのつてで騎手を探していた水谷文平調教師に紹介される。中学卒業後、名古屋に上京。競走馬を見たのは名古屋に来てからだという。
塚田隆男厩舎に所属し1981年6月22日、名古屋競馬第2競走でハチノダービーに騎乗しデビューする。同年7月27日に名古屋競馬第10競走でスルガパレスで優勝し初勝利を挙げる。
1983年1月5日、スーパーライト記念でシナノイチフジに騎乗し優勝、重賞初制覇を飾った。
1992年、愛知所属としてNARグランプリ優秀騎手賞を受賞。
1997年4月17日、名古屋競馬第5競走でヒミノムテキで優勝し、地方通算8153戦目で1000勝を達成。
2005年、名古屋競馬場で開催となったGIのJBCクラシックで地元馬のレイナワルツに騎乗し3着に入る。
2010年7月1日、名古屋競馬第1競走でスウィングダンスに騎乗し、優勝。地方通算15899戦目で2000勝を達成する。
2013年6月7日に行われた東海ダービーでウォータープライドに騎乗し、優勝。デビューから33年目で念願のダービー制覇となった。
2015年2月15日に所属を名古屋競馬から佐賀競馬に移籍、佐賀の中川竜馬厩舎所属となる。同年4月4日の佐賀競馬第2競走でエリースプラッシュにで優勝し、移籍初勝利を挙げる。
2019年11月4日、佐賀競馬第5競走でウサギノワルツに騎乗し1着。通算20837戦目で2500勝を達成した。
2022年6月19日付けで騎手を引退することになった。

## 主な騎乗馬
- シナノイチフジ（1983年スーパーライト記念、シルバー争覇）
- マイノーブル（1986年中日スポーツ杯）
- サラニマサル（1986年オーガストハンデ）
- ミスターナムラ（1989年秋の鞍）
- ミヤシロナイト（1990年新春グランプリ）
- ラブリースイセイ（1990年シルバー争覇）
- イナズマガッサン（1992年スーパーライト記念、アラブカップ、帝冠賞、楠賞全日本アラブ優駿）
- スノーボール（1992年東海クィーンカップ）
- サイシマ（1995年アラ・プリンセス特別）
- キャニオンスター（1996年名古屋杯、1996年シルバー争覇）
- ジョージサラー（1997年アラブカップ、オグリオー記念）
- トライバルサンダー（1998年オグリオー記念）
- ブラウンライアン（2001年岐阜金賞、名古屋記念、2002年名港盃）
- カンセイグローバル（2001年ライデンリーダー記念、2002年駿蹄賞）
- キーニシキ（2002年スプリンター争覇）
- レイナワルツ（2004年東海菊花賞、2005年名古屋記念、東海桜花賞、2006年名古屋記念、2007年名古屋記念）
- モナクカバキチ（2005年名古屋杯）
- サンキンスピーチ（2008年梅見月杯）
- ノゾミカイザー（2008年スプリングカップ、岐阜金賞）
- マルカハンニバル（2011年岐阜金賞）
- ウォータープライド（2012年ゴールドウィング賞、2013年新春ペガサスカップ、若草賞、東海クイーンカップ、東海ダービー）
- ソウダイショウ（2015年九州ジュニアチャンピオン）
- シンゲツ（2016年佐賀弥生賞）
- エリザベスセーラ（2017年カペラ賞）
- スーパーノヴァ（2018年九州大賞典）
- スーパージンガ（2019年佐賀王冠賞）
- トップレベル（2020年九州ダービー栄城賞）
- グレイトパール（2021年九州大賞典、中島記念）